# Капій Мирослав Дмитрович
Капій Мирослав Дмитрович (5 травня 1888, с. Коцюбинці, нині Гусятинського району Тернопільської області — 24 березня 1949) — український письменник-фантаст та перекладач.
У 1905-07 роках листувався з Оленою Пчілкою, у журналі «Рідний край» під її редакцією надруковано його вірші. Інколи підписувався псевдонімами Юрій Луговий, Лугович.

## Життєпис
Закінчив Тернопільську гімназію, в 1914 році два відділення Львівського університету — україністики та германістики філософського факультету, навчителями були Кирило Студинський та Олександр Колесса.
Його перша поетична збірка «На цім подолі смутку» (1906—1907) за браком коштів не була видана, рукопис зберігається в Центральному історичному архіві у Львові, там же його праця про І. Вагилевича (1914).
Друкувався в львівських газетах «Світ», «Бджола», «Будучність». В цей час побачили світ його вірші «Колихала мене неня», «Квітнуть квіти», «Я люблю». З часом друкує свої вірші в коломийському альманасі «Відгомін з-за Пруту», «Неділя».
1908 року починає друкуватися в київських виданнях «Розвага», антології «Українська муза» (1908), «Терновий вінок» (1908), «Не вмре, не загине» (1914).
Учасник національно-визвольних змагань в складі УГА.
Викладав іноземні мови в гімназіях Теребовлі — до 1928 року, у 1928-38 — німецьку мову в Лежайську, в торговій школі Ярослава, Відня — до 1944.
Писав глибоко журливі ліричні вірші — цикл «На цім подолі смутку», соціально-побутові нариси, оповідання.
1937 року виходить його твір «Із-під срібного Сяну».
Поліглот — знав десять мов, перекладав — з російської. До прикладу, оповідку В. Дорошенка «Пісенка паяца», «Світлиця», А. Купріна «Щастя», «Демон» М. Лермонтова; з польської — твори В. Реймонта, М. Конопніцької, з німецької — поезії Ф. Шіллера, Г. Гейне, драму Ібсена «Будівничий Солнес», з англійської — твори Редьярда Кіплінга. Найвагоміший його внесок як перекладача з французької мови — зокрема, шість романів Жуля Верна («Чорна Індія», «Діти капітана Гранта».
Під час польсько-українського конфлікту в 1944 році він, дружина (вона була польського походження) та дочка Святослава ледве врятувалися від знищення — були засуджені на смерть польським підпіллям.
Із 1945 року працював викладачем німецької мови в середній школі Косова, де ще перед війною придбав будинок — вулиця Міцкевича, 19.

## Творчість
Його перу належать соціально-побутові нариси та оповідання — «З його думок», 1907, «Незабутнім тіням Тарасовим», 1914, пригодницько-фантастична повість «В країні блакитних орхідей» — 1932, львівське видавництво «Новий час», з його передбаченнями майбутнього України; збірка науково-фантастичних нарисів «Неймовірні оповідання». Вийшла у світ повість «Країна блакитних орхідей» у 1932 р. у львівському видавництві «Новий час».
У творі «В країні блакитних орхідей» як про звичну річ пише про телебачення, про автомобілі марки «Чумак», які випускаються на автозаводі у Кременчуці (в цьому місті побудовано автозавод — через 25 років після появи «Країни блакитних орхідей»)… У повісті країна змальована космічною державою, що співпрацює зі США, Англією, Німеччиною, бере участь у програмі польотів до інших планет — аж у глибини Космосу.
| “…є щось для людського роду спільного, що огортає всі раси й племена, всі епохи минулі й будучі зв’язує з собою, що віки цілі триває вже й триватиме, поки битимуться людські серця в грудях, – а цим є любов до батьківщини!.. Це та безсмертна іскорка, що її вложив Творець у людську душу… Любов до батьківщини, любов до свого, до рідного…”. |

Привертає увагу те, що у повісті «Країна блакитних орхідей» автор детально описує Київ, як столицю України. У топографії міста на сторінках твору зустрічаємо майдан Мазепи, проспект Многогрішного, пам'ятники Марку Проклятому, Івану Мазепі, Героям Крут, Благовіщенську вулицю, бульвар Симиренка, музей Терещенка… Побіжно автор повісті згадав і про визволення України, основна частина якої в той час була у складі СРСР, з-під гніту чужоземців:
«Це дзвін слави із Київської Софії, вилитий на спомин тієї хвилини, коли то Великий Гетьман, прогнавши чужого наїздника з української землі, молився перед незрушимою стіною у святій Софії — голосив своє привитання».
Захоплюючою однією інтригою «Країни блакитних орхідей» є авторське бачення долі легендарної Атлантиди.

## Пам'ять
На будинку Косівської СШ № 1 та будинку, де мешкав Капій, 2001 року встановлені пам'ятні таблиці на його честь.